# 毛泽东著作列表
本列表介绍毛泽东的一些文章、选集、专题集，中国内部发行的资料，以及此外的其他文集、语录等。

## 重要著作
| 文章                                                         | 发表时间       |
| ------------------------------------------------------------ | -------------- |
| 体育之研究                                                   | 1917年4月1日   |
| 湖南建设问题的根本问题                                       | 1920年9月3日   |
| 中国社会各阶级的分析（建党初代表作）                         | 1925年12月     |
| 湖南农民运动考察报告                                         | 1927年3月      |
| 中国的红色政权为什么能够存在？                               | 1928年10月5日  |
| 井冈山的斗争                                                 | 1928年11月25日 |
| 星星之火，可以燎原                                           | 1930年1月5日   |
| 中国革命战争的战略问题                                       | 1936年12月     |
| 实践论（哲学代表作）                                         | 1937年7月      |
| 矛盾论（哲学）                                               | 1937年8月      |
| 论持久战（军事代表作）                                       | 1938年5月26日  |
| 中国革命和中国共产党                                         | 1939年12月     |
| 纪念白求恩                                                   | 1939年12月21日 |
| 新民主主义论（建国前代表作）                                 | 1940年1月9日   |
| 反对党八股                                                   | 1942年2月8日   |
| 在延安文艺座谈会上的讲话                                     | 1942年5月      |
| 为人民服务                                                   | 1944年9月8日   |
| 论联合政府（在中共七大上作的政治报告）                       | 1945年4月24日  |
| 愚公移山                                                     | 1945年6月11日  |
| 论人民民主专政                                               | 1949年6月30日  |
| 论十大关系（建国后代表作）                                   | 1956年4月25日  |
| 关于正确处理人民内部矛盾的问题                               | 1957年2月27日  |
| 事情正在起变化                                               | 1957年5月15日  |
| 读社会主义政治经济学批注和谈话                               | 1960年         |
| 人的正确思想是从哪里来的？（哲学）                           | 1963年5月      |
| 支持美国黑人反对美帝国主义种族歧视的正义斗争的声明           | 1963年8月8日   |
| 五·七指示                                                    | 1966年5月7日   |
| 炮打司令部——我的一张大字报                                   | 1966年8月5日   |
| 毛主席视察华北、中南和华东地区时的重要指示                   | 1967年10月7日  |
| 中国共产党中央委员会主席毛泽东同志支持美国黑人抗暴斗争的声明 | 1968年4月16日  |
| 七·二一指示                                                  | 1968年7月21日  |
| 全世界人民团结起来，打败美国侵略者及其一切走狗！             | 1970年5月21日  |
| 我的一点意见                                                 | 1970年8月31日  |
| 毛主席关于理论问题的重要指示                                 | 1975年2月18日  |
| 毛主席重要指示                                               | 1976年3月3日   |

## 选集、文集
《毛泽东早期文稿》，中共中央文献研究室、中共湖南省委《毛泽东早期文稿》编辑组编辑，湖南出版社1990年7月出版，53.9万字，内部发行。收录了1912年至1921年间毛青年时的一些文章。2008年由湖南人民出版社公开发行，2020年再版。有《毛泽东学生时期文稿详注（1910-1918）》（中央文献出版社2013年10月第1版）一书予以注释。
《毛泽东选集》曾以26种语言正式出版，总授权发行量3亿册。1944年，中共晋察冀边区局经中共中央宣传委员会的同意，由邓拓主持，首次收集了毛泽东历年来的文章28篇，由晋察冀日报社加以出版，并附录了古田会议的决议。1945年中共七大之后，毛泽东思想成为中共指导思想，各中共控制区纷纷出版毛泽东选集，到中华人民共和国成立前，各地共有21种不同版本。但这些版本均未得到毛泽东本人的审定。中华人民共和国建国后，1950年5月，中共中央政治局正式决定成立毛泽东选集编辑委员会，由刘少奇担任主任。具体编辑工作由陈伯达负责领导，胡乔木和田家英协助，全部文稿经过毛泽东本人修改审定。至1960年出至第四卷。文革结束后1977年出版了《毛泽东选集第五卷》，其中收录了毛1949年至1957年的主要著作，因包含了批评邓小平和刘少奇的内容，1978年后不再继续印刷发售。
《毛泽东选集》第二版：根据中共中央的决定，中共中央文献研究室对《毛泽东选集》第一至四卷进行修订，在中国共产党建立七十周年之际（1991年）出版第二版。与上一版相比，这一版本除了对个别字句进行了勘误和订正，还增加了毛泽东于1930年所写的《反对本本主义》一文，并在附录部分收录了并非毛泽东著作的《关于若干历史问题的决议》一文。
《毛泽东文集》是毛泽东著作的选集，是继《毛泽东选集》之后的又一部由中共中央主持选编的综合性毛泽东著作集。其编辑工作从1992年开始，至1999年全部完成，历时8年。将未选入《毛泽东选集》第一至四卷的重要文稿，比较系统地选编而成，共八卷，由人民出版社出版。全部选稿803篇，其中民主革命时期504篇、社会主义时期299篇。其中第六、七、八卷收录了毛在1949年后的一些著作和讲话，包括著名的《论十大关系》、《关于正确处理人民内部矛盾的问题》等，对研究1949年后毛社会主义建设思想和中华人民共和国史有很大价值。
《毛泽东著作选读》甲种本上、下册，1964年5月毛泽东著作选读编辑委员会编辑，供一般干部学习，人民出版社出版；乙种本供广大群众学习，中国青年出版社出版。1986年8月，再由中共中央文献编辑委员会编辑，人民出版社出版，分上、下册。
《建国以来毛泽东文稿》是毛泽东1949年以后的著作汇编，由中共中央文献研究室编辑，第一版由中央文献出版社1987年11月至1998年1月出版，共13册，内部发行；增补修订版2023年12月出版，新增1069篇文稿，共5259篇文稿，共20册，并改为公开发行。内容为毛泽东在中华人民共和国成立后的手稿、讲话、谈话和文章，其中大量采用了中央档案馆提供的毛泽东文稿。是专门研究中华人民共和国历史之学者的重要参考。《建国以来毛泽东文稿》收录的文章按时间顺序编辑。根据其“出版说明”，该书收录了以下内容：手稿（包括文章、指示、批示、讲话提纲、批注、书信、诗词、在文件上成段加写的文字等）；经毛泽东审定过的讲话和谈话记录稿；经毛泽东审定用他的名义发的其他文稿。

## 专题集

### 军事
《毛泽东军事文集》共六卷（中共中央文献研究室和军事科学院合编，军事科学出版社和中央文献出版社1993年12月联合出版），在毛诞辰100周年之际出版。文集按照中国革命和建设的历史分期编为六卷。第一卷为土地革命战争时期的著作，第二卷为抗日战争时期的著作，第三、四、五卷为国共内战时期的著作，第六卷为社会主义革命和社会主义建设时期的著作。全书共编入毛1927年8月至1972年12月关于军事方面的著述、电报、命令、批示、报告、信函、谈话等1,612篇，包括注释在内有260余万字，其中大部分是第一次公开发表。
《建国以来毛泽东军事文稿》共三卷，中共中央文献研究室、中国人民解放军军事科学院编辑，军事科学出版社、中央文献出版社2010年1月出版，分上、中、下三卷，约110万字，电报、批示、讲话、谈话、书信、题词等821篇，其中91篇为首次公开发表。上卷1949-1951年，中卷1952-1958年，下卷1959-1976年。

### 文艺
《毛泽东论文艺》（中国科学院文学研究所和马克思主义理论丛书编辑委员会编辑，人民文学出版社1958年12月出版，1964年9月出版第二版，改名为《毛泽东论文学和艺术》。1983年7月出版第三版，书名改回《毛泽东论文艺》），《毛泽东论文艺》（人民文学出版社以《毛泽东论文学和艺术》为基础重新编辑，1966年6月出版，1992年8月重新出版增订本，中共中央文献研究室在增订本的基础上增修，由中央文献出版社于2002年4月出版《毛泽东文艺论集》）。

### 书信
《毛泽东书信选集》（中共中央文献研究室编辑，人民出版社1983年12月出版）
《毛泽东家书》（中原农民出版社1994年版）
《毛泽东致韶山亲友书信集》（中央文献出版社1996年版）。

### 诗词
《毛泽东诗词选》（胡乔木主编，人民文学出版社1986年9月出版）
《毛泽东诗词集》（中共中央文献研究室编辑，中央文献出版社1996年9月出版）
《毛泽东诗词全集》（成都出版社1995年版）。

### 手书
《毛泽东书信手迹选》（中共中央文献研究室和中央档案馆合编，文物出版社于1983年12月出版）
《毛泽东题词墨迹选》（中央档案馆选编，人民美术出版社和档案出版社于1984年5月联合出版）
《毛泽东手书古诗词选》（中央档案馆选编、文物出版社和档案出版社于1984年7月联合出版）
《毛泽东手书选集》10卷 （北京出版社1993年版）
《毛泽东手书真迹》（西苑出版社1998年版）。

### 批注
《毛泽东哲学批注集》（中共中央文献研究室编辑、中央文献出版社1988年3月出版）
《毛泽东读文史古籍批语集》（1993年11月1日中央文献出版社出版，收集毛泽东对古书批注约3000字）。

### 其他
《毛泽东农村调查文集》（人民出版社1982年版）
《毛泽东新闻工作文选》（中共中央文献研究室和新华通讯社合编，新华出版社1983年12月出版）
《毛泽东外交文选》（外交部和中共中央文献研究室合编，中央文献出版社和世界知识出版社1994年12月联合出版）
《毛泽东在七大的报告和讲话集》（中共中央文献研究室编辑，中央文献出版社1995年4月出版）
《毛泽东西藏工作文选》（中共中央文献研究室和中共西藏自治区委员会及中国藏学研究中心合编，中央文献出版社和中国藏学出版社于2001年联合出版）。

## 内部发行
《毛泽东军事文选》（内部本）由军事科学院编辑、战士出版社于1981年12月出版，分上、下两编。
《毛泽东读社会主义政治经济学批注和谈话》，中华人民共和国国史学会1998年内部出版。2000年国史学会又内部出版《毛泽东读社会主义政治经济学批注和谈话》（简本）上下两册。
以上著作虽为内部出版，但已经流出，而以下著作难以找到：
《毛泽东著作资料汇编》，毛主席著作编辑出版委员会办公室编，该书搜罗了1949年前毛泽东全部著作的原始版本，包括“毛泽东1949年以前几乎全部文电、讲话的手稿和记录稿，文字上未作任何加工”。
《“文革”十年间毛泽东言论》，和《“文革”十年资料选编》同由中央文献研究室在胡乔木、邓力群主持下编辑，收集毛泽东在文化大革命期间的讲话等，1966－1976年每年置一分册。
《毛主席与/同外宾谈话记录汇编》，中央联络部编，搜罗了建国后毛泽东与外宾的所有谈话记录。
《建党和大革命时期毛泽东著作集》，湖南人民出版社出版，出版时被叫停。紧接《毛泽东早期文稿》之后，搜罗了建党和大革命期间毛泽东所有著作的原始版本。

## 其他文集
《毛泽东自传》民国二十六年1937黎明出版社；民国三十五年1946梅林书店；
《毛泽东自传》2001年解放军文艺出版社。内容为美国记者斯诺记载的毛泽东家世和经历的自述。
《毛泽东思想万岁》等出版物由文革初期群众组织搜集报刊发表的毛泽东论著、内部讲话、文稿、批示、批语编印成，多是以各种造反派组织的名义编辑出版，其中相当一部分内容在出版之前从未公开发表。部分内容真实性存疑。书名、版本众多，有研究者称为“万岁本”。
《毛泽东集》是日本毛泽东文献资料研究会编辑、竹内实主持编纂的毛泽东文集，由东京苍苍社出版发行。《毛泽东集》全套10卷，于1970年到1972年初编辑出版。1983年12月至1986年3月又继续编辑出版了9卷《毛泽东集·补卷》和以著作年表为内容的第10卷《毛泽东集·别卷》。该套全集是海外毛泽东研究的必备资料。全集收集了建国之前毛泽东几乎全部原著，并逐篇注明了中国大陆出版的相应著作的修改内容。
《毛主席语录》1960年代出版，是毛著作中一些句子的选编本。《毛主席语录》由《解放军报》资料室编选，1964年1月5日出版征求意见本，作为全军政治工作会议的会议文件下发征求意见。初版设23个专题，选编语录200条，题名为《毛主席语录200条》。编选者对本书进行增补，题名改为《毛主席语录》，设25个专题，收语录267条。1965年5月，解放军总政治部决定再版《毛主席语录》。全书调整设置为33个专题，收“语录”427条。1965年底，中共中央批准《毛主席语录》交由人民出版社出版，新华书店在全国内部发行。因为最流行的版本用红色封面包装，又是共產黨领袖的经典言论，所以文化大革命中被普遍称为“红宝书”。文革期间，《毛主席语录》大量发行，更被翻译成多国语言，有估计在全球发行8亿册左右。1966年，中共中央宣传部批准《毛主席语录》公开发行，并向海外出口。1979年2月12日，中共中央宣传部发出《关于停止发行〈毛主席语录〉的通知》，从此《毛主席语录》渐渐成为民间收藏品。
《毛泽东著作专题摘编》，中央文献出版社于2003年11月出版，摘编了毛泽东重要论述6000段，按专题分为九编。
《毛泽东年谱（1893-1949）》（人民出版社、中央文献出版社1993年版）、《毛泽东年谱（1949-1976）》（中央文献出版社2013年版）、《毛泽东经济年谱》（中共中央党校出版社1993年版），摘引了大量没有编入《毛泽东选集》和《毛泽东文集》的讲话和谈话。2023年重新修订的《毛泽东年谱》将原本的两部合为一部。
《兰台稿存》由中央档案馆三位员工自费印制，只印了450本。 收有毛泽东在抗大的讲话文稿、毛泽东对刘少奇给续范亭信的批注。
《毛泽东全集》，张迪杰主编，共52卷，2015万字，收入毛泽东1901-1976年7月的10862篇作品。2013年由香港的润东出版社公开限量发行。
网络版《毛泽东选集》第六卷、第七卷，主要有静火版、润芝赤旗版，都紧接第五卷续选1958年以后的毛泽东著作，都是第六卷选1958-1966文革前，第七卷选十年文革的著作。

## 相关
- 稿费：毛著作出版所获的稿费由中央办公厅特别会计室负责保管。韶山毛泽东同志纪念馆1996年编辑出版的《毛泽东遗物事典》称，毛的稿酬截至1960年底共有结余48.709013万元。中央办公厅特别会计室负责毛稿费的郑长秋说，毛的全部稿费及利息到1983年底结余157万多元。汪东兴披露，文革时期所有毛著的出版发行，毛没有抽取一分钱，并把海外寄来的稿费全额退还[4]。2003年10月30日《精品书摘》刊登文章《毛泽东亿万稿酬的争议》，称，到2001年5月底，毛稿酬总额1.3121亿元[5]。
- 毛泽东于滴水洞家信中评价自己的作品：“我历来不相信，我那几本小书，有那样大的神通。现在经他（林彪）一吹，全党全国吹起来了，真是王婆卖瓜，自卖自夸。”